# Colonization
Colonization è un videogioco strategico a turni ideato da Sid Meier e Brian Reynolds e sviluppato da MicroProse nel 1994. Il gioco, simile a Civilization, propone al giocatore di costruire la sua colonia nel Nuovo Mondo, con i finanziamenti e l'appoggio di alcuni sovrani europei, per poi dichiarare l'indipendenza e diventare un vero e proprio stato.

## Modalità di gioco
Il gioco inizia nel 1492 e termina quando il giocatore ottiene l'indipendenza dal paese europeo che rappresenta, che può essere Inghilterra, Spagna, Francia o Olanda. Le altre tre potenze sono controllate dal computer; non c'è una modalità multigiocatore. La visuale è in 2 dimensioni, si può usare sia il mouse che la tastiera per giocare.
Sono presenti unità civili e militari, in particolare rispetto a Civilization c'è un elevato numero di unità civili, corrispondenti alle molte specializzazioni professionali che possono avere i cittadini delle colonie.
La mappa è formata da caselle quadrate, ciascuna è caratterizzata da un tipo di terreno e può ospitare una città e un qualunque numero di unità dello stesso giocatore. Le città sono in grado di sfruttare commercialmente le 8 caselle adiacenti, produrre edifici e accumulare risorse, similmente a quanto avviene in Civilization. Le risorse sono però di numerosi tipi (cibo, legname, cavalli, tabacco, sigari...) e possono essere liberamente trasportate da navi e carri.

### Nuovo e vecchio mondo
Il giocatore dovrà con la sua caravella raggiungere la costa americana per stabilirne la sua prima città. È possibile giocare su una mappa che riproduce l'America reale o su una mappa casuale. Potendo contare sull'appoggio europeo, il giocatore avrà il compito di esplorare l'entroterra.
In Europa acquisteranno la merce prodotta dal giocatore con le materie prime americane (sigari, pellicce, rum, abiti, argento, ecc) ed il prezzo fluttuerà in base alla quantità di merce che il giocatore produrrà. L'Europa non è rappresentata sulla mappa; quando una nave viene spostata sulle caselle di mare aperto inizia automaticamente la traversata e dopo alcuni turni approda al porto della propria nazione.
Questo farà piano piano abbassare i prezzi dei prodotti, alzare le tasse per l'esportazione e preoccupare i sovrani che armeranno un esercito via via sempre più corposo da inviare in America in caso di secessione.
In Europa il giocatore potrà raccogliere emigranti attratti dalla libertà religiosa del nuovo continente, comprare manodopera specializzata e vascelli (che in secondo momento potrà costruire da solo). Gli emigranti disponibili aumentano in base all'attività religiosa delle proprie colonie.

### Nativi
Il nuovo mondo è già popolato da numerosi insediamenti di Nativi americani. Con ogni tribù è possibile mantenere buoni rapporti, commerciando e fondando missioni, oppure combattere per il possesso della terra e per il saccheggio.
Ai vari insediamenti indiani si può accedere in vari modi:
- inviando uno scout a cavallo, al quale il villaggio potrà donare una porzione della mappa inesplorata o del denaro.
- inviando un cittadino non specializzato, al quale gli indiani potranno insegnare una specializzazione.
- vendendo la mercanzia trasportata con navi o carri.

Sempre se in buoni rapporti, gli indiani potranno anche inviare spontaneamente doni e nuovi cittadini convertiti.
Ci sono una decina di tribù diverse nel gioco con caratteristiche diverse a seconda della loro posizione e della loro storia. Alcune saranno specializzate nella raccolta del cotone, altre in quella del tabacco, ecc. Inizialmente hanno armi inferiori ma se il giocatore vende armi o cavalli alle tribù questi verranno utilizzati dagli indigeni. Anche se qualche unità militare perde cavalli o armi contro gli indigeni, questi verranno poi utilizzati dalle loro unità militari.

### I rapporti con le potenze europee
Anche con le colonie delle altre potenze europee si può trattare e commerciare, ma i rapporti con loro non dipendono solo dal giocatore: i sovrani europei possono decidere di dichiararsi guerra, imponendo la guerra anche alle rispettive colonie. Le città nemiche possono essere conquistate, a differenza dei villaggi indigeni che possono solo essere distrutti.
Uno degli aspetti caratteristici di questa versione è l'utilizzo delle navi corsare. Queste navi prive di bandiera nazionale possono attaccare le navi avversarie (ed essere attaccate) anche quando si è in pace con l'altra nazione.

### Indipendenza
Il sentimento di libertà, rappresentato da campane della libertà, aumenta gradatamente in ogni città, soprattutto producendo stampa e facendo lavorare statisti. Quando la maggior parte dei cittadini della colonia sarà favorevole alla secessione si viene informati. Da quel momento, ed entro l'anno 1800, sarà possibile chiedere la secessione dall'Europa.
Mano a mano che il gioco avanza, la madre patria accumula truppe per un'eventuale insurrezione da parte della sua colonia. L'elenco dei soldati, dragoni e artiglieria sono visibili da giocatore. Una volta dichiarata l'indipendenza le truppe europee attaccheranno le città sulla costa, per poi espandersi nell'entroterra americano. Il gioco termina con una vittoria (festeggiamenti e la dichiarazione di indipendenza) se il giocatore riesce a sconfiggere tutte queste truppe.
Aumentando ancora il sentimento di libertà è possibile ottenere l'aiuto militare di uno degli altri stati europei che spedirà nuove truppe e le affiderà al giocatore.

### I padri fondatori
Non è presente la ricerca scientifica tipica della serie Civilization, ma c'è un altro sistema di miglioramenti generali: le campane della libertà accumulate, oltre a permettere l'indipendenza, danno la possibilità di scegliere uno dei padri fondatori e usufruire di una delle caratteristiche che l'ha reso famoso. Per esempio Benjamin Franklin e Pocahontas hanno buone doti diplomatiche.

## Unità presenti nel gioco
Le unità civili rappresentano i cittadini, sebbene possono spostarsi anche fuori dalle città, divisi per specializzazione:
- non specializzate: schiavi, indigeni convertiti, piccoli criminali, coloni
- specializzati nella raccolta: agricoltori, pescatori, boscaioli ed esperti nella raccolta di canna da zucchero, tabacco, cotone, pellicce, ferro, argento.
- produttori: fabbri, armaioli, carpentieri, artigiani di abiti, sigari, pellicce, rum.
- professionisti: predicatori, missionari, politici, pionieri, veterani.

La specializzazione determina solo cosa il cittadino riesce a fare meglio, in termini di quantità di risorse prodotte per turno, ma di fatto ogni cittadino può svolgere qualunque compito; il giocatore all'interno della schermata di ogni città può decidere quale compito assegnare a ogni cittadino. Il boscaiolo ad esempio può pescare ma genera meno cibo del pescatore. Inoltre i raccoglitori sono notevolmente favoriti dal tipo di terreno e i produttori dagli edifici presenti nella città.
I tipi di unità militari sono in numero molto inferiore rispetto al resto della serie Civilization e non subiscono processi di evoluzione. 
Le unità di terra sono: soldati, dragoni, scout (esploratori), artiglieria. Ad eccezione dell'artiglieria che viene fabbricata, queste unità si possono ottenere semplicemente armando una qualsiasi unità civile con moschetti e/o cavalli (la cosa è reversibile), e come le unità civili sono più potenti se specializzati (veterani).
Le unità navali invece vengono costruite come gli edifici o acquistate e sono: caravelle, mercantili, galeoni, navi corsare, fregate e navi di linea. Non c'è un confine preciso tra navi civili e militari; ciascuna ha una diversa velocità, potenza in combattimento e capacità della stiva.
Sono presenti infine i carri, destinati solo al trasporto merci su terra.

## Nuove versioni
Esiste un progetto per una forma open source del gioco, FreeCol.
Nel 2008 è uscita una nuova versione del gioco, Civilization IV: Colonization. Questa versione è stata sviluppata utilizzando il motore di Civilization IV, ma costituisce un gioco stand-alone, ovvero si può giocare senza possedere Civilization IV.